# Província de La Rioja (Argentina)
La Rioja, al text de la Constitució provincial: Província de la Rioja, és una de les vint-i-tres províncies o estats federats de la República Argentina. És un dels vint-i-quatre estats autogovernats o jurisdiccions de primer ordre que conformen el país, i un dels vint-i-quatre districtes electorals legislatius nacionals. La seva capital i ciutat més poblada és l'homònima La Rioja.
Limita al nord amb la província de Catamarca, a l'est amb Córdoba, al sud amb San Luis i a l'oest amb San Juan. L'expresident Carlos Menem va ser governador d'aquesta província.
El territori, habitat pels grups indígenes dels diaguites, capaianes i olongastes va ser conquerit pels espanyols el segle xvi. Juan Ramírez de Velazco va fundar Todos los Santos de la Nueva Rioja el 1591 sota el govern de Tucumán del Virregnat del Perú. El 1783, amb la creació del Virregnat del Rio de la Plata, el control de la província de La Rioja, amb 10.000 habitants va ser transferit a la intendència de Córdoba, de la qual obtindria la seva autonomia després de la independència de l'Argentina el 1820. Després d'un gran període d'inestabilitat interna de l'Argentina, la província es va unir oficialment (de iure) a la federació el 1853. Durant la resta del segle xix, a diferència de la resta de les províncies del centre del país, La Rioja va rebre molt pocs immigrants; tanmateix, els que s'hi van establir foren majoritàriament sirians i libanesos.